# Formació de Sânpetru
La formació de Sânpetru és una formació geològica. Les restes de dinosaures són alguns dels fòssils que s'han recuperat de la formació. Es troba en Romania, prop de la vila de Sânpetru, com a part de la població de Sântămăria-Orlea.

## Paleofauna

### Ornitisquis
| Ornitisquis de la Formació Sânpetru | Ornitisquis de la Formació Sânpetru | Ornitisquis de la Formació Sânpetru | Ornitisquis de la Formació Sânpetru | Ornitisquis de la Formació Sânpetru                                                                      | Ornitisquis de la Formació Sânpetru | Ornitisquis de la Formació Sânpetru |
| Gèneres                             | Espècies                            | Ubicació                            | Posició estratigràfica              | Abundància                                                                                               | Notes                               | Imatges                             |
| ----------------------------------- | ----------------------------------- | ----------------------------------- | ----------------------------------- | --- | ----------------------------------- | ----------------------------------- |
| Struthiosaurus                      | S. transylvanicus                   |                                     |                                     | |                                     |                                     |
| telmatosaure                        | T. transylvanicus                   |                                     |                                     | De cinc a deu cranis fragmentaris, alguns amb restes postcraneanos associats, en classes d'edats mixtes. |                                     |                                     |
| Zalmoxes                            | Z. robustus                         |                                     |                                     | |                                     |                                     |
| Zalmoxes                            | Z. shqiperorum                      |                                     |                                     | |                                     |                                     |

### Sauròpodes
| Sauròpodes de la Formació Sânpetru | Sauròpodes de la Formació Sânpetru | Sauròpodes de la Formació Sânpetru | Sauròpodes de la Formació Sânpetru | Sauròpodes de la Formació Sânpetru                   | Sauròpodes de la Formació Sânpetru |
| Gèneres                            | Espècies                           | Ubicació                           | Posició estratigràfica             | Notes                                                | Imatges                            |
| ---------------------------------- | ---------------------------------- | ---------------------------------- | ---------------------------------- | ---------------------------------------------------- | ---------------------------------- |
| Magyarosaurus                      | M. dacus                           |                                    |                                    |                                                      |                                    |
| Petrustitan                        | P. hungaricus                      |                                    |                                    | Originalment considerat una espècie de Magyarosaurus |                                    |

### Teròpodes
| Els Teròpodes de la Formació Sânpetru | Els Teròpodes de la Formació Sânpetru | Els Teròpodes de la Formació Sânpetru | Els Teròpodes de la Formació Sânpetru | Els Teròpodes de la Formació Sânpetru | Els Teròpodes de la Formació Sânpetru | Els Teròpodes de la Formació Sânpetru |
| Gèneres                               | Espècies                              | Ubicació                              | Posició estratigràfica                | Abundància                            | Notes                                 | Imatges                               |
| ------------------------------------- | ------------------------------------- | ------------------------------------- | ------------------------------------- | ------------------------------------- | ------------------------------------- | ------------------------------------- |
| Bradycneme                            | B. draculae                           |                                       |                                       | "Tibiotarso distal."                  |                                       |                                       |
| Elopteryx                             | E. nopcsai                            |                                       |                                       | "Fèmur fragmentari."                  |                                       |                                       |
| Euronychodon                          | Indeterminat                          |                                       |                                       |                                       |                                       |                                       |
| Heptasteornis                         | H. andrewsi                           |                                       |                                       | "Tibiotarso distal."                  |                                       |                                       |
| Megalosaurus                          | M. Hungaricus                         |                                       |                                       | "Dent".                               |                                       |                                       |

### Pterosaures
| Pterosaures de la Formació Sânpetru | Pterosaures de la Formació Sânpetru | Pterosaures de la Formació Sânpetru | Pterosaures de la Formació Sânpetru | Pterosaures de la Formació Sânpetru | Pterosaures de la Formació Sânpetru | Pterosaures de la Formació Sânpetru |
| Gèneres                             | Espècies                            | Ubicació                            | Posició estratigràfica              | Abundància                          | Notes                               | Imatges                             |
| ----------------------------------- | ----------------------------------- | ----------------------------------- | ----------------------------------- | ----------------------------------- | ----------------------------------- | ----------------------------------- |
| Pteranodontidae indeterminat        |                                     |                                     |                                     |                                     |                                     |                                     |